# Sten Wickbom
Sten Gustaf Wickbom, född 14 mars 1931 i Stockholm, död 26 december 2015 i Växjö,, var en svensk politiker (socialdemokrat) och ämbetsman. Han var son till Börje Wickbom. 

## Biografi
Efter juris kandidatexamen och tio år hos Svea hovrätt kom Sten Wickbom 1964 som sakkunnig till inrikesdepartementet. Via kommunikations-, civil- och bostadsdepartementet blev han 1974 generaldirektör för Lantmäteriverket i Gävle. Nio år senare, 1983, kallades han av statsminister Olof Palme till posten som justitieminister. Han avgick som justitieminister efter Stig Berglings rymning under en permission.

## Befattningar
- Generaldirektör för Statens lantmäteriverk 1974–1983
- Justitieminister 1983–1987
- Landshövding i Kronobergs län 1988–1995
- Ordförande i Rikskonserter 1989–1996